# Diego Lo Grippo
Diego Fernando Lo Grippo (Rosario, 22 gennaio 1978) è un ex cestista argentino con cittadinanza italiana.